# HipHop for PHP
HipHop for PHP – nierozwijany translator kodu języka PHP na wysoko zoptymalizowany kod C++, który jest kompilowany na kod maszynowy przez GCC. Następcą projektu jest HipHop Virtual Machine.
HipHop zawiera kod transformatora, reimplementacje kodu PHP i przepisane niektóre rozszerzenia PHP. HipHop został stworzony przez Facebook, w celu zmniejszenia obciążenia serwerów serwisu społecznościowego. Zawiera 300 tysięcy linii kodu źródłowego napisanego w C i C++. Udostępniany jako wolne oprogramowanie na licencji PHP License.

## Historia
Problemem dla Facebook była rosnąca liczba serwerów, spowodowana bardzo dużą liczbą odsłon serwisu. Coraz trudniej było deweloperom skalować infrastrukturę. Początkowo przepisywali większość kodu PHP na język C++ jako zewnętrzne rozszerzenie PHP. Rezultatem tego, deweloperzy musieli znać dobrze języki PHP i C++ oraz implementacje silnika Zend. Facebook nie posiadał za wiele programistów potrafiących przepisywać kod PHP na zewnętrzne rozszerzenie, co ponownie stwarzało problem. HipHop został stworzony, by zlikwidować problem wydajności aplikacji oraz małej liczby programistów potrafiących przepisywać kod. Projekt był rozwijany przez dwa lata pod przewodnictwem Haiping Zhao, zanim został wydany jako wolne oprogramowanie w dniu 2 lutego 2010 roku. Z powodu trudności technicznych Facebookowi udało się zapewnić dostęp do repozytorium Git dopiero w dniu 20 lutego. Oprogramowanie obsługiwało serwery serwisu społecznościowego Facebook z setkami milionów użytkowników.

## Użycie
HipHop jest dostępny z repozytorium Git. Na ten moment możliwe jest uruchomienie projektu jedynie na 64-bitowej architekturze. HipHop wspierało PHP w wersji 5.2, wersja 5.3 i projekt został wstrzymany. Został kontynuowany pod nazwą HHVM (HipHop Virtual Machine).